# Makassarplein

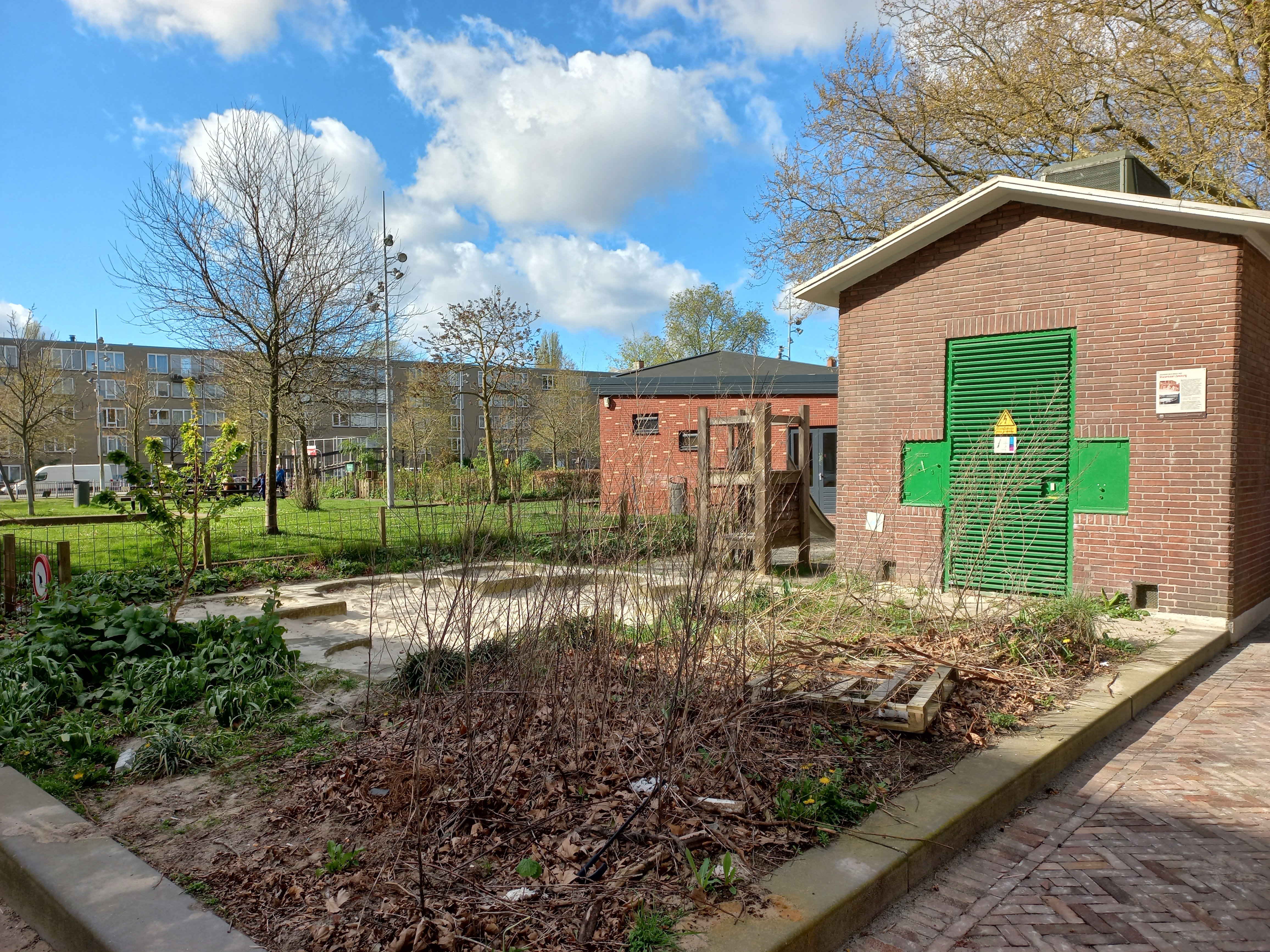
Makassarplein met huisje en NSO (april 2024)

Het Makassarplein is een plein in Amsterdam-Oost. De omliggende buurt in de punt van Zeeburgerdijk, Flevoweg en Insulindeweg kreeg de naam Makassarpleinbuurt. 

## Geschiedenis en ligging
Het gebied ligt in het oostelijk gedeelte van de Overamstelpolder en viel bestuurlijk tot 1896 onder de gemeente Diemen maar werd op 1 mei 1896 door Amsterdam geannexeerd. 
De geschiedenis van het plein begint niet als zodanig. Ter plaatse werd hier rond 1901 Wielerbaan Zeeburg geopend, dat langzaam uitgroeide tot een sportcentrum in wat dan nog grotendeels open terrein is. De wielerbaan werd in 1915 gesloopt en de gemeente Amsterdam nam de terreinen over om er vanaf de jaren twintig een nieuwe geschiedenis aan te geven. Het plein werd dan aangelegd in de Indische Buurt en is vernoemd naar havenplaats Makassar op Celebes. In 1922 benoemde de gemeente Amsterdam de straten en pleinen is dit buurtje; straten en pleinen die ook in de 21e eeuw in dit buurtje liggen. Volgens De Amstelbode werden benoemd de Makassarstraat (zuidwestelijke gevelwand van het plein), Menadostraat, Gorontalostraat (oostelijke gevelwand van het plein), Boeroestraat, Ternatestraat, Niasstraat (noordelijke gevelwand van het plein) en Niasplein; het Makassarplein werd niet genoemd,  Ook de Stadsatlas van 2006 meldt geen datum van benoeming.

## Niasplein

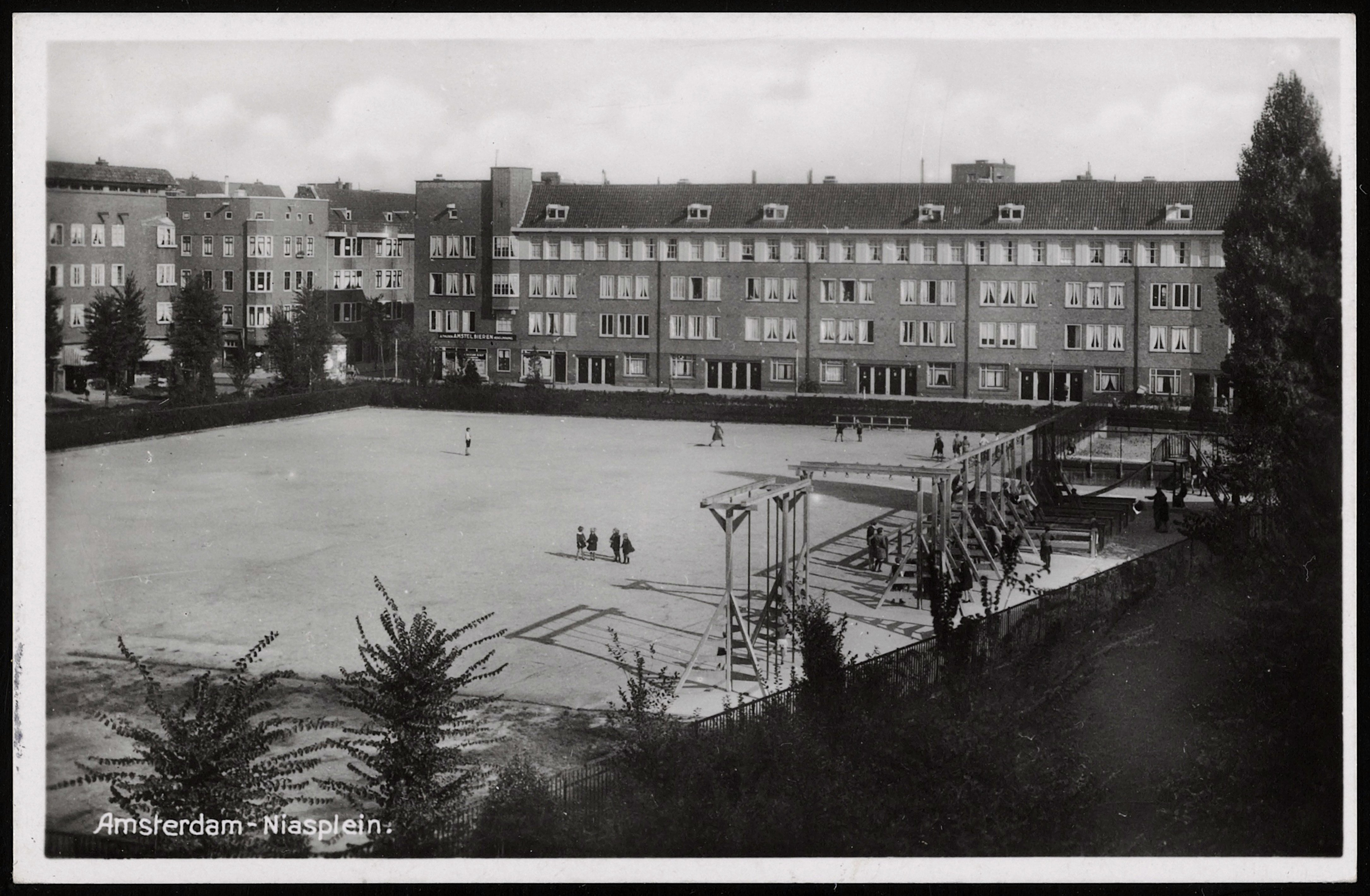
Foto uit tijd Niasplein (ca 1930)

Daarentegen werd in 1922 wel benoemd het Niasplein (naar eiland Nias), maar dat plein is sinds 1925 niet meer te vinden in Amsterdam; de naam werd in 1925 teruggetrokken, vermoedelijk ten faveure voor Makassarplein, dat echter in het persbericht niet werd genoemd.  Ook via elektronische weg is de definitieve startdatum niet bekend, men schat in dat het in 1926 werd ingesteld, afgaand op het oudste gebouw. Het Niasplein komt in dezelfde stadsatlas niet voor, ook niet bij de lijst vervallen straatnamen. De namen werden tot eindjaren twintig van de 20e eeuw door elkaar gebruikt, waarbij Makassarplein de overhand kreeg. Het Stadsarchief Amsterdam heeft nog een ansichtkaart uit 1930 die de naam Niasplein draagt. Overigens kwamen beide pleinnamen nauwelijks in het nieuws voor.
Het Makassarplein bestaat als sinds het de naam Niasplein droeg uit speelvelden en –tuinen. Er werd soms zelfs een korfbaltoernooi gehouden, organisator was korfbalvereniging Archipel. 

## Gebouw
Alhoewel het plein omringd wordt door gebouwen heeft het plein slechts één huisnummer. Huisnummer 1 werd rond 1995 gebouwd als peuterspeelzaal en naschoolse opvang naar een ontwerp van Anna Trouerbach, architectenbureau te Amsterdam. Een ander gebouwtje op hetzelfde kreeg straatnummer Niasstraat 16Z; het betreft een elektriciteitshuisje.  
Omringende gebouwen werden ontworpen door Arend Jan Westerman (Makassarstraat), Jordanus Roodenburgh (Niasstraat) en Jan Kuiler (Gorontalostraat), alle drie bekend binnen de bouwstijl Amsterdamse School. 

### Anna Trouerbach
Ingenieur Anne Maria Trouerbach (1955-2003) studeerde vanuit woonplaats Assen in 1984 af aan de faculteit Bouwkunde van de  TH Delft. Omdat ze relatief jong overleed, kon ze kon slechts een klein oeuvre opbouwen (soms met Karin Elffers uit dezelfde lichting) vanuit haar kantoor aan de Zwanenburgwal 172. Saillant detail daarbij voor dit gebouw is, dat haar vader in Makassar is geboren.